# Colin Capel
Colin Capel ist ein ehemaliger kanadischer Skispringer.

## Werdegang
Capel gab sein internationales Debüt bei der Vierschanzentournee 1988/89. Nach durchwachsenen Ergebnissen jenseits der Top 50 erreichte er am Ende der Tournee mit 329 Punkten Rang 65 der Gesamtwertung. Bei den Nordischen Skiweltmeisterschaften 1989 im finnischen Lahti sprang Capel von der Normalschanze auf Rang 60 und von der Großschanze auf Rang 50.
Ab der Saison 1989/90 gehörte er fest zum Kader im Skisprung-Weltcup. Im Februar 1990 gelang ihm mit Rang 22 in Predazzo seine bis dahin beste Platzierung. Jedoch blieben Punktgewinne auch weiterhin aus. Bei der Skiflug-Weltmeisterschaft 1990 in Vikersund landete er im Einzel auf Rang 51. Zu Beginn der Saison 1990/91 erreichte Capel in Thunder Bay mit Rang 20 sein bestes Einzelresultat seiner gesamten Weltcup-Laufbahn.
Bei den Nordischen Skiweltmeisterschaften 1991 im italienischen Val di Fiemme sprang Capel auf Rang 48 und 42 von der Normal- und Großschanze. Nachdem er auch in der 1991/92 ohne Weltcup-Punkte geblieben war, beendete er im Anschluss daran seine aktive Karriere.

## Statistik

### Vierschanzentournee-Platzierungen
| Saison  | Platz | Punkte |
| ------- | ----- | ------ |
| 1988/89 | 65.   | 329,0  |
| 1989/90 | 68.   | 296,0  |